# Drie-eenheidskerk in Ostankino
De Drie-eenheidskerk in Ostankino (Russisch: Храм Троицы Живоначальной в Останкине) is een Russisch-orthodoxe Kerk in Moskou, in het gebied Ostankino. Het gebouw maakt deel uit van het museum “Landgoed Ostankino”. De kerk vormt een hoogtepunt van Russische kerkarchitectuur en behoort tot het culturele erfgoed van de Russische Federatie. In de onmiddellijke nabijheid van de kerk staat het indrukwekkende Ostankinopaleis.

## Bouw
Een eerste kerk op deze plaats werd gebouwd in 1584. Deze houten kerk werd echter verwoest in de Tijd der Troebelen en vervangen door een andere houten kerk. Deze kerk werd in de jaren 1677-1692 weer vervangen door een stenen kerk, gebouwd in opdracht van de toenmalige eigenaar van het landgoed prins Michaël Jakovlevitsj Tsjerkassky. Volgens sommige publicaties was het een getalenteerde lijfeigene van de prins die de kerk heeft ontworpen.

## Omschrijving
Vijf koepels met decoratieve kruisen bekronen de kerk. De kerk heeft twee zijkapellen die ook elk worden bekroond met een koepel. Het gebouw is een representatief voorbeeld van Russische kerkarchitectuur uit de 17e eeuw. Geglazuurde tegels en decoraties van witte steen wisselen vormen van baksteen af. Een refter is afwezig. De klokkentoren is 19e-eeuws en verving een barokke klokkentoren die, zo vond men, minder bij de kerk paste. In de 19e eeuw werden diverse aanpassingen aan de kerk verricht in de stijl van de Jaroslavl-kerkarchitectuur.

## De sluiting
De kerk werd begin jaren 1930 onttrokken aan de eredienst. Ook deze kerk ontkwam niet aan de plundering. Echter anders dan bij de meeste kerken volgde er geen afbraak. De kerk werd in 1934 toegevoegd aan het museum “Landgoed Ostankino” dat werd opgericht in 1918. Daarbij deed de kerk enige tijd dienst als opslagplaats.
Van de iconostase van Narysjkinbarok bleef slechts het onderste deel met de rijk vergulde koninklijke deuren behouden. Sedert 1980 kreeg de kerk weer iets van haar oorspronkelijke bestemming terug toen besloten werd de kerk dienst te laten doen als concertruimte voor gewijde muziek.
Vanaf 1990 zijn er diverse kapellen gewijd en worden er weer erediensten in het gebouw gevierd.